# Zagórzyczki
Zagórzyczki is een dorp in de Poolse woiwodschap Pommeren. De plaats maakt deel uit van de gemeente Damnica en telt 33 inwoners.